# تبریز در مه (آلبوم)
آلبوم تبریز در مه موسیقی و آوازهای مجموعهٔ تلویزیونی تبریز در مه با صدای سالار عقیلی و علی خدایی است. موسیقی این اثر تنظیم حسین فاضل و آهنگساز آن بابک زرین است. برخی از اشعار این آلبوم، از جمله ترانه‌های «وطنم ای شکوه پابرجا» و «وطن»، سروده افشین یداللهی است.
این آلبوم موسیقی با شماره ۱۳۸۷۹ در کتابخانهٔ ملی ایران به ثبت رسیده‌است.
این آلبوم از ۲۷ قطعه تشکیل شده‌است که برخی از قطعات با صدای سالار عقیلی و به زبان فارسی است و برخی از قطعات با صدای علی خدایی و به زبان ترکی خوانده شده‌است.

## کاور آلبوم

کاور آلبوم تبریز در مه